# Juliet & Romeo
Juliet & Romeo è un singolo del disc jockey francese Martin Solveig e del cantante canadese Roy Woods, pubblicato il 6 dicembre 2019.

## Tracce
Testi e musiche di Martin Solveig, Peter Wade Keusch, Julien Jabre, Rune Reilly Kölsch e Amanda "MNDR" Warner.
1. Juliet & Romeo – 3:24

## Classifiche
| Classifica (2019-20) | Posizione massima |
| -------------------- | ----------------- |
| Belgio (Fiandre)     | 69                |
| Belgio (Vallonia)    | 51                |
| Irlanda              | 79                |
| Regno Unito          | 51                |